# Duje Draganja
Duje Draganja, né le 27 février 1983 à Split, est un nageur croate spécialiste des épreuves de sprint en nage libre et en papillon.

## Carrière
En parallèle à ses études à l'Université de Berkeley, Duje Draganja pratique la natation dans les championnats universitaires américains. Durant quatre années, il remporte notamment huit titres NCAA. En 2001, le nageur monte sur son premier podium international lors de l'Euro en petit bassin organisé à Anvers (Belgique). Médaillé européen en grand bassin l'année suivante, le nageur participe ensuite aux Jeux olympiques d'Athènes en 2004. 
Le Croate y participe aux épreuves de sprint en nage libre et papillon. Lors de la finale du 50 m nage libre, Draganja enlève la médaille d'argent en échouant à un centième du vainqueur, l'Américain Gary Hall Jr. champion olympique en titre. Il devient à cette occasion le premier nageur croate médaillé aux Jeux olympiques. Également engagé sur 100 m nage libre, le Croate prend la sixième place lors de la finale. Sur 100 m papillon enfin, Draganja obtient la septième place finale. 
En 2006, le nageur croate remporte son premier titre mondial lors des Mondiaux en petit bassin de Shanghai. Sur l'épreuve du 50 m nage libre, il s'impose devant l'Américain Cullen Jones.
Un temps intéressé par une proposition du Qatar pour porter les couleurs de l'émirat lors des Jeux olympiques d'été de 2008, le nageur renonce finalement et conserve sa nationalité croate.

### Jeux olympiques
- Jeux olympiques de 2004 à Athènes (Grèce) :
  -  Médaille d'argent sur l'épreuve du 50 m nage libre (21 s 94 lors de la finale).

### Championnats du monde
| Discipline       | Indianapolis 2004 Petit bassin | Montréal 2005 Grand bassin | Shanghai 2006 Petit bassin | Manchester 2008 Petit bassin |
| ---------------- | ------------------------------ | -------------------------- | -------------------------- | ---------------------------- |
| 50 m nage libre  | -                              | Argent 21 s 94             | Or 21 s 38                 | Or 20 s 81                   |
| 50 m papillon    | Bronze 23 s 26                 | -                          | -                          | -                            |
| 100 m nage libre | -                              | -                          | -                          | Bronze 46 s 83               |

### Championnats d'Europe
| Discipline          | Valence 2000 Petit bassin | Anvers 2001 Petit bassin | Berlin 2002 Grand bassin | Budapest 2006 Grand bassin | Debrecen 2007 Petit bassin | Eindhoven 2008 Grand bassin | Rijeka 2008 Petit bassin | Istanbul 2009 Petit bassin |
| ------------------- | ------------------------- | ------------------------ | ------------------------ | -------------------------- | -------------------------- | --------------------------- | ------------------------ | -------------------------- |
| 50 m nage libre     | -                         | -                        | -                        | Bronze 22 s 14             | Argent 21 s 23             | Argent 22 s 00              | Bronze 21 s 15           | Argent 20 s 70             |
| 100 m nage libre    | -                         | Bronze 47 s 53           | Bronze 49 s 31           | -                          | -                          | -                           | -                        | -                          |
| 50 m papillon       | -                         | -                        | -                        | Argent 23 s 62             | -                          | -                           | -                        | -                          |
| 100 m 4 nages       | -                         | -                        | -                        | -                          | -                          | -                           | -                        | Or 51 s 20                 |
| 4 × 50 m nage libre | -                         | -                        | -                        | -                          | -                          | -                           | -                        | Argent 1 min 23 s 18       |
| 4 × 50 m 4 nages    | Bronze 1 min 37 s 71      | -                        | -                        | -                          | -                          | -                           | -                        | -                          |
| 4 × 100 m 4 nages   | -                         | -                        | -                        | -                          | -                          | Argent 3 min 36 s 32        | -                        | -                          |